# Rosie Reyes
Rosie Reyes, all'anagrafe Rosa Maria Reyes (Città del Messico, 23 marzo 1939 – Città del Messico, 4 gennaio 2024), è stata una tennista messicana naturalizzata francese.
Conosciuta anche con il nome di Rosie Darmon dopo aver sposato l'ex tennista francese Pierre Darmon, a seguito del matrimonio giocò per il suo Paese d'adozione, la Francia.

## Biografia
Durante la sua carriera giunse in finale di doppio al Roland Garros nel 1957 perdendo contro la coppia composta da Shirley Bloomer e Darlene Hard in tre set (7-5, 4-6, 7-5); la sua compagna in quell'occasione fu la connazionale Yola Ramírez. 
L'anno seguente si aggiudicò la vittoria agli Internazionali di Francia del 1958 dove ebbe la meglio contro Mary Bevis Hawton e Thelma Coyne Long in due set combattuti, 6-4, 7-5.
Al Roland Garros del 1959 giunse nuovamente in finale venendo sconfitta da Sandra Reynolds Price e Renee Schuurman Haygarth per 2-6, 6-0, 6-1. Nel singolo il suo miglior risultato fu agli Internazionali di Francia del 1959 giungendo in semifinale e venendo battuta in due set (6-3,6-0) da Zsuzsa Körmöczy.
Morì a Città del Messico il 4 gennaio 2024 all'età di 84 anni a causa di una malattia polmonare.